# کیم چو-هی
کیم چو-هی  با نام مستعار چوچو  (انگلیسی: Kim Cho-hi؛ زادهٔ ۷ سپتامبر ۱۹۹۶) ورزشکار کرلینگ اهل کره جنوبی است. او نیمکت نشین بود، اما اکنون برای تیم کیم یون جونگ به عنوان بازیکن دوم بازی می کند. تیم کیم به نمایندگی از کره جنوبی در بازی های المپیک زمستانی 2018 موفق به کسب مدال نقره شد.

### حرفه
تیم کیم قهرمانی کره جنوبی در سال 2017 را به دست آورد و این تیم را به عنوان نماینده کره جنوبی روی یخ خانگی در بازی های المپیک زمستانی 2018 انتخاب کرد. این تیم فصل 18-2017 کرلینگ را با قهرمانی در مسابقات قهرمانی کرلینگ 2017 اقیانوس آرام-آسیا آغاز کرد. این تیم در کره به عنوان «دختران سیر» شناخته شد، زیرا شهر زادگاه آنها شهرستان اویسئونگ به دلیل تولید سیر شناخته شده‌است. این تیم رشد صعودی چشمگیری داشت و در فینال مدال طلا، به پیست آنا هاسلبورگ از سوئد باخت.  ماه بعد، تیم در مسابقات قهرمانی کرلینگ زنان جهان فورد ۲۰۱۸ بازی کرد و در مرحله یک چهارم نهایی شکست خورد. 
در میان رسوایی مربیگری تیم، به دلیل توهین لفظی به نایب رئیس فدراسیون ورزش کشور، دختران سیر در فصل ۱۹–۲۰۱۸ بازی چندانی نداشتند. او در آخرین رویداد فصل، جام WCT قطب شمال 2019 ، به جای کیم یون جونگ رهبری تیم را به عهده داشت، زیرا  کیم یون جونگ ، در حال آماده شدن برای زایمان بود. آنها با یک رکورد ۱–۳ پلی آف را از دست دادند.
کیم یون جونگ همچنین در اولین رویدادهای تیمی فصل 2019-20 بازی نکرد. این به این معنی بود که کیم کیونگ آئه به عنوان اسکیپ، چو هی موقعیت سوم و کیم سون یونگ و کیم یونگ-می به ترتیب در موقعیت های دوم و اصلی خود بازی کردند.